# 1994年冬季残疾人奥林匹克运动会瑞士代表团
1994年冬季残疾人奥林匹克运动会瑞士代表团是瑞士派出的1994年冬季残疾人奥林匹克运动会代表团。获得2枚金牌、9枚银牌和5枚铜牌。